# Christian Posch
Christian Posch (* 22. Juni 1925 in Maria Alm am Steinernen Meer; † 23. Oktober 2022) war ein österreichischer Politiker (ÖVP) und Bezirksbauernkammersekretär. Posch war von 1974 bis 1984 Abgeordneter zum Salzburger Landtag und lokalpolitisch als Stadtrat in Hallein aktiv.  

## Ausbildung und Beruf
Posch begann seine Ausbildung 1931 an der Volksschule in Saalfelden am Steinernen Meer, wo er bis 1939 auch die Hauptschule absolvierte. Danach besuchte er in den Jahren 1941 bis 1943 die Landwirtschaftsschule in Bruck an der Großglocknerstraße und legte im letzten Jahr seiner Ausbildung an der Brucker Landwirtschaftsschule die Prüfung zum landwirtschaftlichen Meister an der Landwirtschaftsschule Winklhof in Oberalm ab. Nach dem Ende dieser Ausbildung wurde Posch im Zweiten Weltkrieg zum Kriegsdienst eingezogen, den er zwischen 1943 und 1945 absolvierte. Posch setzte nach der Rückkehr aus dem Krieg seine Schulausbildung in den Jahren 1946 bis 1950 an der Höheren Bundeslehranstalt Francisco-Josephinum in Wieselburg fort und legte 1950 die Matura ab. Er arbeitete in der Folge von 1950 bis 1964 als Wirtschaftsberater in Hallein und absolvierte 1952 die Lehrbefähigungsprüfung für den landwirtschaftlichen Lehr- und Förderungsdienst in Wien. Posch arbeitete zwischen 1964 und 1989 als Bezirksbauernkammersekretär an der Bezirksbauernkammer Hallein. 1988 wurde Posch der Berufstitel Regierungsrat verliehen.

## Politik
Posch fungierte zwischen 1969 und 1980 als Bezirksparteiobmann der Österreichischen Volkspartei Tennengau. Zudem hatte Posch von 1976 bis 1986 das Amt des Bezirksobmanns des Österreichischen Arbeitnehmerinnen- und Arbeitnehmerbundes (ÖAAB) im Tennengau inne. Er engagierte sich zudem zwischen 1954 und 1967 als Mitglied des Gemeinderates von Hallein und hatte zwischen 1967 und 1985 das Amt eines Stadtrates von Hallein inne. Er war zudem zwischen 1961 und 1995 Bezirksleiter des Salzburger Bildungswerkes im Tennengau und vertrat die ÖVP Salzburg vom 22. Mai 1974 bis zum 15. Mai 1984 im Salzburger Landtag.

## Auszeichnungen
- Goldenes Verdienstzeichen des Landes Salzburg (1991)
- Ehrenring der Stadt Hallein